# Wajima (Ishikawa)
Wajima (jap. 輪島市, -shi) ist eine Stadt in der japanischen Präfektur Ishikawa auf der Noto-Halbinsel. Landesweite Bekanntheit hat die kleine Stadt durch ihre Lackarbeiten, Wajima-nuri genannt und trägt daher auch den Titel Urushi no Sato, Heimatstadt des Lacks. Die Region war früher ideal zur Lackherstellung, da der Lackbaum sehr häufig auftrat. Heutzutage kommt der Rohlack jedoch meist aus China nach Wajima.

## Geographie
Wajima liegt nördlich von Kanazawa auf der Noto-Halbinsel am Japanischen Meer. Zusätzlich gehören zum Gemeindegebiet die Insel Hegura-jima und die unbewohnte Inselgruppe Nanatsujima, mehrere Kilometer nördlich der Noto-Halbinsel.

## Geschichte

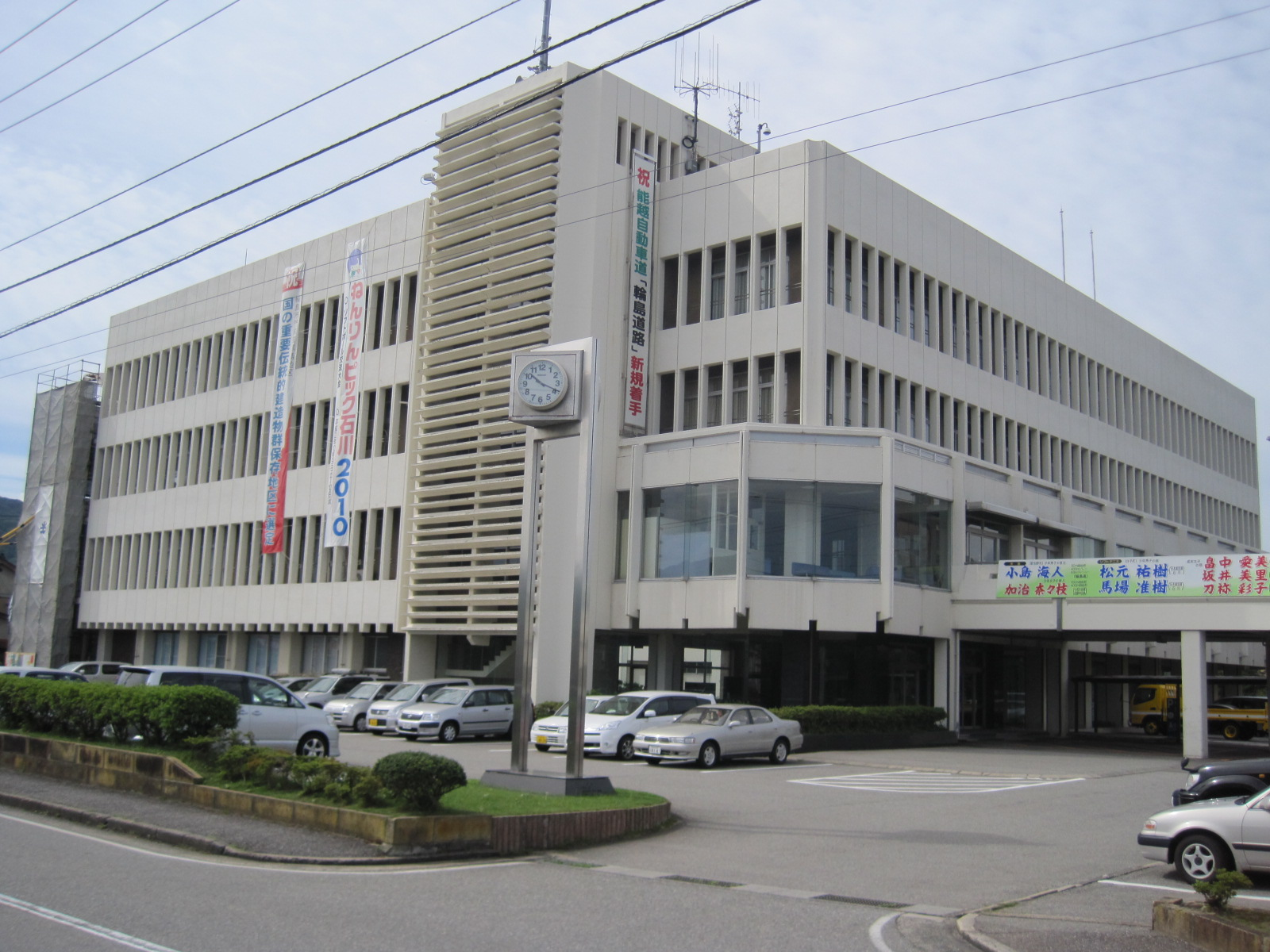
Rathaus

Wajima war Teil der früheren Provinz Noto und wurde benutzt als Hafen für den Handel mit dem asiatischen Kontinent. Während der Sengoku-Zeit (1467–1568) war die Gegend zwischen dem Hatakeyama-Klan, dem Uesugi-Klan und dem Maeda-Klan umkämpft. Unter dem Tokugawa-Shogunat während der Edo-Zeit wurde sie dem Daishōji-han in der damaligen Provinz Kaga untergeordnet. Wajima blieb ein bekannter Seehafen der Kitamaebune-Handelslinie zwischen Osaka und Hokkaido.
Nach der Meiji-Restauration wurde die Gegend neu organisiert in die Bezirke Hōsu und Fugeshi. Wajima wurde am 1. April 1889 mit einem moderneren Verwaltungssystem der Zeit ausgestattet und erlangte am 31. März 1954 den Status einer Stadt, nachdem es mit den Nachbardörfern Oya, Kawarada, Konosu, Nishiho, Mii, und Najimi zusammengeführt wurde. Am 1. Februar 2006 wurde die Stadt Monzen in Wajima eingegliedert.
Am 25. März 2007 verursachte das Noto-Erdbeben 2007 mit einer Magnitude von 6,9 einen Toten, 279 bis 356 Verletzte (26 davon schwer) und Sachschäden in Wajima und anderen Teilen der Präfektur Ishikawa. Etwa 6056 Häuser wurden durch das Beben beschädigt, 476 von ihnen komplett zerstört.
Am 1. Januar 2024 traf das Erdbeben im Japanischen Meer 2024 mit einer Magnitude von 7,6 sowie mehrere kleinere Nachbeben die Stadt. Es gab mindestens 24 Todesopfer im Stadtgebiet. Ein auftretendes Feuer zerstörte einige weitere Gebäude in der Innenstadt.

## Sehenswürdigkeiten
Wajima hat einen berühmten Morgenmarkt (Asa-ichi). Dieser wurde am 2. Januar 2024 durch ein Großfeuer in Folge des Erdbebens mit allen umliegenden Gebäuden vollständig zerstört.
Das Wajima Shikki-Kaikan ist Japans erstes Museum für Lackarbeiten. Man kann dem Herstellungsprozess von Wajima-nuri auf den Grund gehen und viele Arten von Lackarbeiten anschauen und kaufen.

## Verkehr
- Flughafen Noto
- Straße:
  - Noto-Autobahn
  - Nationalstraße 249

## Angrenzende Städte und Gemeinden
- Suzu
- Noto
- Anamizu
- Shika

## Söhne und Töchter der Stadt
- Tsuyoshi Yamanaka (1939–2017), Schwimmer
- Gō Nagai (* 1945), Mangaka
- Takako Oguchi (* 1984), Skeletonpilotin